# Лохилл
Лохилл (англ. Loghill; ирл. Leamhchoill) — деревня в Ирландии, находится в графстве Лимерик (провинция Манстер).